# Pitonga woolowa
Pitonga woolowa är en spindelart som beskrevs av Davies 1984. Pitonga woolowa ingår i släktet Pitonga och familjen Desidae. Inga underarter finns listade i Catalogue of Life.